# 2016-os magyar labdarúgókupa-döntő
A 2016-os magyar labdarúgókupa-döntő a sorozat 106. döntője volt. A finálét az Újpest FC és a Ferencvárosi TC csapatai játszották. A találkozót 2016. május 7-én a budapesti Groupama Arénában rendezték meg, amely egyébként az egyik résztvevő, a Ferencvárosi TC otthona.
A találkozót az M4 Sport közvetítette.

## Előzmények
A két csapat ezt megelőzően 83 évvel ezelőtt játszott egymás ellen a magyar kupa döntőjében

## A döntő helyszíne
A Magyar Labdarúgó-szövetség úgy határozott, hogy a finálét a budapesti Groupama Arénában rendezik meg.

## Út a döntőig
Az eredmények az adott csapat szempontjából szerepelnek.
| Újpest FC                         | Újpest FC | Újpest FC | Újpest FC | Szakasz       | Ferencvárosi TC                 | Ferencvárosi TC | Ferencvárosi TC | Ferencvárosi TC |
| --------------------------------- | --------- | --------- | --------- | ------------- | ------------------------------- | --------------- | --------------- | --------------- |
| Vértessomlói KSK (megye I.)       | 14–1 (i)  | 14–1 (i)  | 14–1 (i)  | 1. forduló    | —                               |                 |                 |                 |
| Celldömölki VSE (megye I.)        | 9–0 (i)   | 9–0 (i)   | 9–0 (i)   | 2. forduló    | —                               |                 |                 |                 |
| Velence SE (megye I.)             | 2–1 (i)   | 2–1 (i)   | 2–1 (i)   | 3. forduló    | Rákóczi SE Nagyecsed (megye I.) | 10–0 (i)        | 10–0 (i)        | 10–0 (i)        |
| Zalaegerszegi TE (NB II)          | 6–1       | 5–0 (i)   | 1–1 (o)   | Nyolcaddöntők | Aquital FC Csákvár (NB II)      | 7–5             | 4–1 (o)         | 3–4 (i)         |
| Termálfürdő Tiszaújváros (NB III) | 10–1      | 8–1 (o)   | 2–0 (i)   | Negyeddöntők  | Videoton FC (NB I)              | 2–2 (i. g.)     | 0–1 (o)         | 2–1 (i)         |
| Békéscsaba 1912 Előre (NB I)      | 3–1       | 2–0 (o)   | 1–1 (i)   | Elődöntők     | Debreceni VSC–Teva (NB I)       | 3–0             | 0–0 (i)         | 3–0 (o)         |

## A mérkőzés
A finálét a budapesti Groupama Arénában rendezték meg, mely a Ferencváros otthona, ám a sorsolás szabályai szerint mégis az Újpest volt a pályaválasztó. A Ferencváros kezdte jobban a mérkőzést, a zöld-fehérek az első félórában jelentős fölényben játszottak, dominanciájuk azonban csak helyzetekben mutatkozott meg: az első negyedóra végén Pintér Ádám találta telibe 22 méterről a bal kapufát, Böde Dánielnek is akadt néhány lehetősége, az Újpest védelmének volt dolga bőven. Az Újpest ezzel szemben veszélytelen volt támadásban, egy távoli lövéstől eltekintve Dibusznak nem volt dolga az első 30 percben. A 33. percben Kylian Hazard egy kisebb sérülés miatt cserét kért, helyére Mohl Dávid állt be, ezzel Balogh Balázs átkerült a balhátvéd pozíciójából a középpálya jobb oldalára. A változtatás után kijött a szorításból az Újpest, a félidő utolsó perceiben már a lila-fehérek birtokolták valamivel többet a labdát, de jelentősebb helyzetekig nem jutottak el.
A második félidőt jobban kezdte az Újpest, mint az elsőt, teljesen kiegyenlített volt a mérkőzés, ugyanakkor mindkét csapat fontosabbnak tartotta a kapott gól elkerülését annál, hogy jelentősebb kockázatot vállaljon. Végül a Ferencváros vállalta fel bátrabban a támadásokat, és a 79. percben megtörte a gólcsöndet: Hajnal Tamás jobb oldali szögletét követően a csereként beállt Gyömbér Gábor fejelte a kapu felé a labdát, Gera Zoltán jól érkezett, és 2 méterről a kapu jobb oldalába bólintott (0–1). A hátralévő percekben elkeseredetten próbált támadni az Újpest, de komolyabb helyzetig sem jutott el, a Ferencváros megőrizte előnyét, és bajnoki cím mellé megszerezte a Magyar Kupa-győzelmet is, a klub történetének 22. MK-elsőségét. A két csapat tagjai Berzi Sándor MLSZ-alelnöktől és Studniczky Ferenctől, az MLSZ Versenybizottságának elnökétől vették át érmeiket, majd elsőként Gyömbér Gábor, a Fradi csapatkapitánya emelhette magasba a győztesnek járó trófeát.

### Az összeállítások
| 2016. május 7. 20.30 (TV: M4 Sport) |

| Újpest FC                  | 0 – 1               | Ferencvárosi TC                  |
| -------------------------- | ------------------- | -------------------------------- |
| Litauszki 25' Diarra 90+2' | (0 – 0) Jegyzőkönyv | 78' Gera 57' Gyömbér 90' Ramírez |

| Groupama Aréna, Budapest Nézőszám: 19 000 Játékvezető: Iványi Zoltán (magyar) Asszisztensek: Berettyán Péter és Theodoros Georgiou |

| Újpest | Ferencváros |

| ÚJPEST:           |    |                   |           |
|                   |    |                   |           |
| K                 | 1  | Balajcza Szabolcs |           |
| JV                | 3  | Jonathan Heris    |           |
| V                 | 5  | Litauszki Róbert  | 25'       |
| V                 | 15 | Kecskés Ákos      |           |
| BV                | 8  | Balogh Balázs     |           |
| VKP               | 18 | Bojan Sanković    |           |
| VKP               | 26 | Cseke Benjámin    |           |
| JSZ               | 7  | Kylian Hazard     | 63'       |
| KTK               | 29 | Enis Bardhi       | 71'       |
| BSZ               | 19 | Nemanja Andrić    | 63'       |
| CS                | 9  | Lencse László     |           |
| Cserék:           |    |                   |           |
| K                 | 32 | Kovács Zoltán     |           |
| V                 | 4  | Kálnoki Kis Dávid |           |
| KP                | 6  | Windecker József  |           |
| V                 | 13 | Mohl Dávid        | 34'       |
| CS                | 17 | Viktor Angelov    |           |
| KP                | 20 | Souleymane Diarra | 73' 90+2' |
| CS                | 22 | Kabát Péter       | 85'       |
| Vezetőedző:       |    |                   |           |
| Nebojša Vignjević |    |                   |           |

| FERENCVÁROS: |    |                    |           |
|              |    |                    |           |
| K            | 90 | Dibusz Dénes       |           |
| JV           | 66 | Emir Dilaver       |           |
| V            | 27 | Michał Nalepa      | szünetben |
| V            | 16 | Leandro de Almeida |           |
| BV           | 77 | Cristian Ramírez   | 90'       |
| JKP          | 20 | Gera Zoltán        | 78'       |
| KTK          | 17 | Pintér Ádám        |           |
| BKP          | 15 | Hajnal Tamás       |           |
| JSZ          | 97 | Varga Roland       | 88'       |
| CS           | 13 | Böde Dániel        |           |
| BSZ          | 24 | Roland Lamah       | 57'       |
| Cserék:      |    |                    |           |
| K            | 55 | Jova Levente       |           |
| CS           | 10 | Radó András        | szünetben |
| CS           | 11 | Stanislav Šesták   |           |
| KP           | 14 | Nagy Dominik       |           |
| KP           | 19 | Gyömbér Gábor      | 57'       |
| KP           | 22 | Busai Attila       |           |
| KP           | 30 | Vladan Čukić       | 88'       |
| Vezetőedző:  |    |                    |           |
| Thomas Doll  |    |                    |           |